# (32026) 2000 HQ90
2000 HQ90 (asteroide 32026) é um asteroide da cintura principal. Possui uma excentricidade de 0.20724770 e uma inclinação de 7.20826º.
Este asteroide foi descoberto no dia 27 de abril de 2000 por LONEOS em Anderson Mesa.